# Franz Beyer (piloto)
Franz Beyer (22 de abril de 1918) foi um piloto alemão que serviu na Luftwaffe durante a Segunda Guerra Mundial. Foi condecorado com a Cruz de Cavaleiro da Cruz de Ferro.

## Condecorações
| Cruz de Ferro 2ª Classe            |
| Cruz de Ferro 1ª Classe            |
| Cruz de Cavaleiro da Cruz de Ferro |